# 拎壁龙
拎壁龙（学名：Psychotria serpens），又名风不动藤，为茜草科九节属下的一个种。